# مود بروكواي
مود بروكواي (28 فبراير، 1876- 24 أكتوبر 1959) مدرسة أمريكية وصانعة قبعات وناشطة. ولدت في أركنساس عام 1876 وانتقلت إلى الإقليم الهندي بعد أن أكملت تعليمها في كلية أركنساس المعمدانية. في البداية، عملت كمدرسة في أردمور، تشيكاسا ثم بدأت تجارة في صناعة القبعات. في عام 1910، انتقلت إلى مدينة أوكلاهوما وانضمت إلى حركة النساء السود. كانت واحدة من مؤسسي اتحاد أوكلاهوما لأندية النساء الملونات التاسع للولاية، واتحاد مدينة أوكلاهوما لأندية النساء الملونات التابع للجمعية الوطنية لأندية النساء الملونات. شغلت منصب رئيس قسم المدينة منذ عام 1925 وحتى عام 1950 واتحاد الدولة منذ عام 1936 وحتى عام 1940، وكذلك شغلت مناصب في المنظمة الوطنية.
بالإضافة إلى عملها مع الاتحاد، شاركت بروكواي في العديد من المنظمات التابعة للكنيسة، وعملت في المناصب المحلية والحكومية. أسست مدرسة أوكلاهوما التدريبية للنساء والفتيات في سابولبا، أوكلاهوما ومركز المجتمع في مدينة أوكلاهوما. استضاف المركز عيادات لرعاية الرضع ودورات تدريبية ومراكز رعاية نهارية والعيادة الثانية الخاصة لتحديد النسل التي يملكها السود في الولايات المتحدة. في عام 2019، رشح المركز الذي يحمل اسمها لإدراجه في السجل الوطني للأماكن التاريخية، كعلامة مهمة للتاريخ الأسود في أوكلاهوما.

## حياتها المبكرة
ولدت ماري مود ستيرلينغ في 28 فبراير من عام 1876 في مقاطعة كلارك، أركنساس. نشأت في كورتيس والتحقت بأكاديمية أروكادلفيا المشيخية التي كانت مدرسة ابتدائية وثانوية أنشئت لتعليم أطفال من كانوا عبيدًا في السابق. واصلت تعليمها في كلية أركنساس المعمدانية.

## حياتها المهنية
بحلول عام 1896، تزوجت من ويليام بروكواي وانتقلت إلى الإقليم الهندي. أنجب الثنائي ابنة هناك، أسموها إنيز، وعملت بروكواي كمدرسة في كل من مدراس أردمور وبيروين في عشيرة تشيكاسا. انضمت إلى اتحاد الشباب المعمداني وفي عام 1906 شغلت منصب رئيس الاتحاد. بدأت في تلك السنة، متجرًا لصناعة القبعات في أدمور. نحو عام 1910، انتقلت العائلة إلى مدينة أوكلاهوما، في إقليم أوكلاهوما، حيث واصلت بروكواي العمل في صناعة القبعات بينما عمل زوجها كوكيل عقاري. عندما وصلت إلى أوكلاهوما، أصبحت ناشطة فذة في حركة النساء السود، التي ركزت على تحسين وحماية حياة المواطنين السود.
أصبحت بروكواي في عام 1910، واحدة من مؤسسي اتحاد أوكلاهوما لأندية النساء السود، الذي غير اسمه فيما بعد إلى اتحاد أوكلاهوما لأندية النساء الملونات (اتحاد الولاية). كانت المجموعة تابعة للجمعية الوطنية لأندية النساء الملونات، التي أسستها ماري تشرش تيريل وكانت هارييت برايس جاكوبسون التي عملت كمدرسة، أول رئيسة لها. في العام التالي، أصبحت واحدة من مؤسسي فرع مدينة أوكلاهوما في اتحاد الولاية (فرع المدينة). في عام 1917، أسست بروكواي، مدرسة أوكلاهوما التدريبية للنساء والفتيات التي أنشئت حديثًا في سابوليا، وشغلت بين عامي 1918 و1919، منصب رئيس المدرسة، مع الحفاظ على منزلها في مدينة أوكلاهوما. عرفت هذه المدرسة لاحقًا باسم مدرسية دورسيلا دنجي هيوستن التدريبية.